# 中村秀吉
中村 秀吉（なかむら ひできち、1922年7月29日 - 1986年12月25日）は、日本の哲学者。

## 略歴
埼玉県出身。東京帝国大学理学部数学科卒。応召、復員後、哲学に転じ、金沢大学法文学部助教授、教授、1970年千葉大学教授。分析哲学、マルクス主義を研究。

## 著書
- 『論理学』青木書店 現代哲学全書、1958
- 『論理実証主義とマルクス主義』 青木書店、1961
- 『科学論の基礎 分析的方法とマルクス主義』青木書店、1970
- 『パラドックス 論理分析への招待』中公新書、1972 のち講談社学術文庫
- 『時間のパラドックス 哲学と科学の間』中公新書 1980
- 『いま、なぜ反核か』核兵器廃絶を訴える千葉大学教官有志の会 編 千葉大学生活協同組合 千葉大生協ブックレット 1988

### 翻訳
- 『バートランド・ラッセル著作集 第1 自伝的回想』みすず書房、1959
- W・V・O・クワイン『論理学の方法』大森荘蔵共訳　岩波書店、1961
- バートランド・ラッセル『哲学入門』社会思想社・現代教養文庫、1964
- アンリ・ルフェーブル『形式論理学と弁証法論理学』荒川幾男共訳、合同出版、1975
- 『ウィトゲンシュタイン全集 7　数学の基礎』藤田晋吾共訳、大修館書店、1976
- P.F.ストローソン『個体と主語』みすず書房、1978

## 参考
- コトバンク